# 1967年バレーボール女子世界選手権
1967年バレーボール女子世界選手権は、1967年1月26日から1月28日まで日本で開催されたバレーボール女子世界選手権（第5回）である。試合会場は日本武道館。開催国の日本が優勝した。

## 概要
1966年に開催予定だったがペルー、メキシコが相次いで開催地を返上したため、1年ずらして日本での開催が決まり、男女通じてアジア初開催となった。出場国は当初日本、ソ連、ポーランド、中国、東ドイツ、アメリカ、チェコスロバキア、韓国、ハンガリー、北朝鮮、ペルーの11カ国の予定であった。しかし、開催の直前になり、北朝鮮と東ドイツが国名の呼称に関して日本に抗議をし、結局ソ連をはじめとする共産主義諸国7カ国が大会をボイコットしてしまった。
日本代表は国内大会で、ユニチカを破って代表権を手に入れたヤシカを中心としたチームが出場した。日本は3戦3勝のストレート勝ちで優勝した。
大会はNETテレビ（現：テレビ朝日）が中継した。同局が放映権を持っていた時代のバレーボール世界選手権が日本開催となったのは男女通じてこの大会が唯一である。

## 大会結果
| 1967年女子世界選手権優勝 |
| ------------------------ |
| · 日本 · 2大会連続2回目  |

| 順位 | 国             |
| ---- | -------------- |
| 銀   | アメリカ合衆国 |
| 銅   | 韓国           |
| 4    | ペルー         |